# Факультет психології, політології та соціології Національного університету «Одеська юридична академія»
Факультет психології, політології та соціології НУ «ОЮА»  — один з факультетів Національного університету «Одеська юридична академія». Готує та проводить фундаментальну підготовку бакалаврів, спеціалістів та магістрів за спеціальностями і напрямками, що пов'язані з «психологією», «політологією» та «соціологією» для роботи в органах державної влади, місцевого самоврядування, політичних партіях і громадських організаціях, політологічних і соціологічних центрах та лабораторіях, засобах масової інформації.

## Історія
Факультет психології, політології та соціології було створено у Національному університеті «Одеська юридична академія» 2010 року. Розуміючи всю важливість розвитку таких дисциплін як психологія, політологія та соціологія — було прийнято рішення про створення не тільки факультету психології, політології та соціології, а й Лабораторії соціологічних та політичних досліджень, де під керівництвом провідних учених, кандидатів, докторів наук, студенти факультету проходять практику.

## Декан факультету психології, політології та соціології
- Професор Яковлев Д. В. (2010—2017)

## Спеціальності та спеціалізації підготовки
Факультет психології, політології та соціології «НУОЮА» готує фахівців зі спеціальностей «Психологія», «Політологія» та «Соціологія» для роботи в органах державної влади, органах місцевого самоврядування, соціальних та політичних інститутах, міжнародних, міжурядових та неурядових організаціях, політичних партіях, фондах, політичних та соціальних центрах, лабораторіях, засобах масової інформації. Студенти проходять практику в органах державної влади, навчаються на кафедрі військової підготовки, мають можливість брати учать у роботі лабораторії соціологічних та політичних досліджень, яка діє на факультеті. Кар'єрна перспектива випускників факультету полягає у працевлаштуванні у таких сферах, як державний службовець, політтехнолог, політичний лідер, політичний консультант, дослідник політики та суспільних відносин, викладач соціально-політичних дисциплін.

## Поглиблене вивчення
- адміністративного права та державного управління
- фундаментальних засад політичної теорії
- функціонування політичних інститутів та процесів
- держави та права
- практики раціонального вибору та здійснення публічної політики
- прийняття рішень в умовах демократії
- виборчих кампаній та технологій
- методології політичних досліджень
- методології та методів прикладних соціологічних досліджень
- глобалізації та міжнародних відносин
- конфліктології та шляхів вирішення політичних конфліктів
- політичних еліт та лідерства
- політичних та правових вчень та ін.

## Форми навчання
- Денна/бюджет
- Денна/контракт

## Структура факультету

### Кафедри
На факультеті соціології функціонують три кафедри:
Кафедра політичних теорій 
Навчальні дисципліни:
- Соціально-політичні процеси
- Актуальні проблеми політики та соціальних відносин
- Геополітика
- Державна політика щодо сім'ї та молоді
- Етнополітологія
- Методика викладання соціально-політичних дисциплін
- Методологія політичних досліджень
- Механізми регіональної політики
- Міжнародні організації в сучасній світовій політиці
- Моделі та механізми політичної влади
- Національна безпека в глобалізаційних умовах
- Паритетна демократія
- Партійні системи та політичні партії
- Політична глобалістика
- Політична іміджелогія
- Політична культура
- Політичний менеджмент
- Політичні еліти та лідерство
- Політичні ідеології політична етика
- Політичні стратегії сучасної України
- Політичні технології
- Політконсалтинг і виборчі технології
- Політологія
- Порівняльна політологія
- Пріоритети сучасного світового політичного процесу
- Публічне адміністрування
- Соціальна політика держави
- Соціальні механізми захисту прав людини
- Теоретичні засади виборів в політичному процесі
- Теорії і моделі демократії
- Теорія екополітики
- Теорія лобізму та зарубіжний досвід лобіювання
- Теорія політичних систем
- Теорія політичного конфлікту
- Теорія політичного представництва
- Фундаментальні засади політичної теорії

Кафедра психології та соціології 
- Соціально-політичні процеси
- Вступ до спеціальності
- Соціологія
- Теорія соціальної діагностики
- Загальна соціологія
- Історія соціології
- Соціологія праці та кар'єри
- Соціологія освіти та науки
- Соціологія комунікації
- Соціологія економіки
- Соціологія девіантної поведінки
- Сучасні теорії раціонального вибору та суспільної політики
- Сучасні технології соціальних досліджень
- Соціально-політичне прогнозування
- Соціологія електорального менеджменту
- Соціологія управління
- Соціально-політична статистика та демографія
- Соціологія міжнародних відносин
- Соціологія культури та релігії
- Соціологія суспільної думки
- Соціологія політики
- Соціологія права
- Етносоціологія
- Соціологія програмування
- Соціокультурні виміри глобалізації
- Соціологія сім'ї та молоді
- Методологія та методи соціологічних досліджень
- Соціологія особистості
- Соціальні технології управління суспільством
- Соціальна конфліктологія
- Теорії соціальних змін
- Сучасні соціальні теорії
- Соціальна стратифікація

Кафедра філософії
- Історія філософії
- Філософія
- Соціальна антропологія

Навчальні лабораторії:
- Лабораторія політичних та соціологічних досліджень — каб. 25 ЦГЮ

### Наукові видання на факультеті
- http://www.space.nuoua.od.ua/[недоступне посилання з липня 2019]